# ليونارد إس. إيكولز
ليونارد إس. إيكولز هو محامي وسياسي أمريكي، ولد في 30 أكتوبر 1871 في ماديسون في الولايات المتحدة، وتوفي في 9 مايو 1946 في تشارلستون في الولايات المتحدة. نشط حزبياً في الحزب الجمهوري. وقد انتخب عضو مجلس النواب الأمريكي ‏.